# Joël Cantona
Joël Cantona (Marsella; 26 de octubre de 1967) es un exfutbolista y actor hispanofrancés. Es hermano menor de Éric Cantona, de padre italiano y madre española.

## Clubs
- 1984-1987 Olympique de Marseille
- 1987-1988 Stade Rennais Football Club
- 1988-1989 Meaux
- 1988-1989 Royal Antwerp FC
- 1989-1991 Angers SCO
- 1991-1992 La Rochelle
- 1992-1993 Meaux
- 1992-1993 Újpest FC
- 1993-1994 Stockport County
- 1994-1996 Olympique de Marseille

## Filmografía
- 1995: Le bonheur est dans le pré d'Étienne Chatiliez.
- 1998: Les Collègues de Phillippe Dajoux.
- 2001: La Grande Vie! de Phillippe Dajoux.
- 2002: Astérix & Obélix: Mission Cléopâtre d'Alain Chabat.
- 2004: Les Gaous d'Igor Sekulic.

- Datos: Q1405046